# Demokratiske Republik Congos flag
Demokratiske Republik Congos flag blev taget i brug 18. februar 2006. Landets nye grundlov fastsatte at man skulle gå tilbage til et flag som mindede om flaget, som blev brugt fra 1963 til 1971, med en noget anden blå farve, som repræsenterer fred. 
Landet som i dag hedder Demokratiske Republik Congo har benyttet en række flag.

## Farver
| Farveskema  | Blå           | Rød           | Gul          |
| ----------- | ------------- | ------------- | ------------ |
| RGB         | 0-127-255     | 206-16-33     | 247-214-24   |
| Hexadecimal | #007fffff     | #ce1021ff     | #f7d618ff    |
| CMYK        | 100, 50, 0, 0 | 0, 92, 84, 19 | 0, 13, 90, 3 |

## 1885-1960
Congos første flag blev til ved koloniseringen. I 1885 blev landet omgjort til Congofristaten og landet fik som sådan sit eget flag. Dette var blåt og havde en gul stjerne i midten. Dette skulle symbolisere civilisationens stjerne som lyser i Afrikas mørke, et klart udtryk for tidens kolonimentalitet. Flaget blev videreført da landet i 1908 blev omgjort til belgisk koloni (Belgisk Congo).

## 1960-1963
Ved uafhængigheden fra Belgien i 1960 blev kolonitidsflaget ændret, men fortsat at flagdugen var blå og havde en gul stjerne i midten. I tillæg blev seks mindre gule stjerner lagt til og placeret over hinanden ved stangsiden. Disse seks stjerner skulle repræsentere Congos seks provinser. Den store stjerne i midten skulle symbolisere national enhed. 

## 1963-1971
I 1963 blev symbolikken som hæftede ved de seks stjerner uaktuel, da landets territorielle inddeling blev ændret. Et nyt flag blev indført, men den blå grundfarve blev beholdt. En stor gul stjerne, symbol for national enhed, blev også beholdt, men flyttede fra midten af flagdugen til kantonen. En rød stribe blev lagt til, sat diagonalt fra neden til øvre hjørne. Rødt skulle her symbolisere blodet, som var ofret i kampen for fædrelandet. Gult stod for fremgang.

## 1971-1997
Under præsident Mobutu fik landets flag helt ny udformning. Dette repræsenterede præsidentens ønske om at bryde med kolonitiden, noget som også gjorde, at landets navn blev ændret til Zaïre. Nationalflaget blev ændret til grøn flagdug og fik emblemet for præsidentens parti, Mouvement Populaire Renouveau (MPR), i midten. Emblemet viser en hånd som holder en fakkel. 

## 1997-2006
Zaïres flag forsvandt med diktatoren, præsident Mobutu, da han blev styrtet i 1997. Landet blev da igen omdøbt til Congo og flaget fra 1960 blev genindført. I 2006 blev dette flag på ny afskaffet og erstattet med et flag med et design der ligner det fra 1963. 
- Wikimedia Commons har flere filer relateret til Demokratiske Republik Congos flag